# Ferekid
Ferekid (tudi Ferekínd in Ferekides) [ferekíd/ferekínd/ferekídes] (starogrško Φερεκίδης: Ferekídes), starogrški filozof, učenjak in kozmograf, * okoli 550 pr. n. št., otok Sir, Magna Graecia.

## Življenje in delo
Ferekid je bil eden od prvih grških proznih piscev. Napisal je delo Heptamychia, ki je predstavljalo pomemben most med mitološko in predsokratsko mislijo. V tem delu je podal svojo filozofijo skozi mitske predstave. Čeprav je izgubljeno, so bili ohranjeni ostanki dovolj za obnovo osnovnih potez. Aristotel je v Metafiziki označil njegovo delo kot mešanico mita in filozofije.
Ferekid je pripovedoval o nastanku sveta, pisal o borbi med elementom dobrega in elementom zlega za oblast nad svetom. Njegovo delo ima tudi več naslovov Teologija, Teokratia, Teogonija. V zgodovini sveta je racionaliziral grški panteon. Kralj bogov ni bil Zevs, temveč Zas (»ta, ki živi«). Njegov oče je bil titan Kronos (»čas« in ne bog Kronos. Od njega izvirajo voda, zemlja, zrak in ogenj. Nasprotovanju med očetom in sinom se je ognil. Kronos in Zas sta bojevala vojno proti Ofionu (»kačjemu možu«). Zas je praznoval svojo zmago tako, da je stkal obleko za Htonio (Ktonio), ki se je spremenila v Geo (»površino Zemlje«).
Cicero in Sveti Avguštin sta menila, da je Ferekid prvi učil o nesmrtnosti duše.
Diogen Laert je napisal, da so nekateri imeli Ferekida za Pitagorovega učitelja. Včasih ga štejejo med sedem grških modrecev.
Ferekida ne smemo zamenjevati z mlajšim mitografom Ferekidom z Lerosa.